# Pisseleu
Pisseleu és un municipi francès, situat al departament de l'Oise i a la regió dels Alts de França. L'any 2007 tenia 406 habitants.

## Demografia

### Població
El 2007 la població de fet de Pisseleu era de 406 persones. Hi havia 125 famílies de les quals 20 eren unipersonals (16 homes vivint sols i 4 dones vivint soles), 32 parelles sense fills i 73 parelles amb fills.
La població ha evolucionat segons el següent gràfic:
Habitants censats

### Habitatges
El 2007 hi havia 145 habitatges, 128 eren l'habitatge principal de la família, 10 eren segones residències i 7 estaven desocupats. Tots els 145 habitatges eren cases. Dels 128 habitatges principals, 122 estaven ocupats pels seus propietaris, 4 estaven llogats i ocupats pels llogaters i 2 estaven cedits a títol gratuït; 6 tenien dues cambres, 15 en tenien tres, 24 en tenien quatre i 82 en tenien cinc o més. 91 habitatges disposaven pel capbaix d'una plaça de pàrquing. A 44 habitatges hi havia un automòbil i a 71 n'hi havia dos o més.

### Piràmide de població
La piràmide de població per edats i sexe el 2009 era:
| Homes | Edats   | Dones |
| ----- | ------- | ----- |
| 0     | 95 o +  | 0     |
| 0     | 90 a 94 | 0     |
| 4     | 85 a 89 | 0     |
| 0     | 80 a 84 | 4     |
| 4     | 75 a 79 | 4     |
| 0     | 70 a 74 | 8     |
| 0     | 65 a 69 | 0     |
| 4     | 60 a 64 | 0     |
| 4     | 55 a 59 | 4     |
| 12    | 50 a 54 | 12    |
| 20    | 45 a 49 | 8     |
| 16    | 40 a 44 | 8     |
| 16    | 35 a 39 | 8     |
| 16    | 30 a 34 | 24    |
| 16    | 25 a 29 | 8     |
| 12    | 20 a 24 | 16    |
| 0     | 15 a 19 | 8     |
| 20    | 10 a 14 | 20    |
| 8     | 5 a 9   | 28    |
| 16    | 0 a 4   | 20    |

## Economia
El 2007 la població en edat de treballar era de 268 persones, 210 eren actives i 58 eren inactives. De les 210 persones actives 187 estaven ocupades (105 homes i 82 dones) i 22 estaven aturades (15 homes i 7 dones). De les 58 persones inactives 17 estaven jubilades, 24 estaven estudiant i 17 estaven classificades com a «altres inactius».

### Ingressos
El 2009 a Pisseleu hi havia 133 unitats fiscals que integraven 422 persones, la mediana anual d'ingressos fiscals per persona era de 18.503 €.

### Activitats econòmiques
Dels 3 establiments que hi havia el 2007, 1 era d'una empresa d'informació i comunicació i 2 d'empreses de serveis.
L'any 2000 a Pisseleu hi havia 7 explotacions agrícoles que ocupaven un total de 616 hectàrees.

## Equipaments sanitaris i escolars
El 2009 hi havia una escola elemental integrada dins d'un grup escolar amb les comunes properes formant una escola dispersa.

## Poblacions més properes
El següent diagrama mostra les poblacions més properes.